# Vibeke Ammundsen
Ingrid Vibeke Ammundsen (født Simonsen, 22. december 1913 i Kerteminde, død 12. februar 1988 i København) var en dansk bibliotekar. Vibeke Ammundsen blev overbibliotar ved og chef for Danmarks Tekniske Bibliotek i 1957 og og under hendes ledelse blev biblioteket moderniseret og biblioteket blev et pionerbibliotek med indførsel fra edb til søgning og andet brug i 1960'erne, og åben adgang og mekaniseret bogtransport fra 1971.
Ammundsen var aktiv i modstandsbevægelsen i Danmark under 2. verdenskrig hvor hun var tilknyttet Frit Danmark. Hun var kurer, logivært, deltog i organisations- og bladarbejde og var kontakt mellem Frode Jakobsen og Mogens Fog.

## Organisationsarbejde
Ammundsen var initiativtager til oprettelsen af DANDOK, Statens udvalg for videnskabelig og teknisk information og dokumentation, i 1970 og var dets formand 1977-1980. Hun var landsformand for Dansk Teknisk Litteraturselskab fra 1959 til 1881. I 1965 blev hun medlem af Akademiet for de Tekniske Videnskaber, hun var medlem af FID, den internationale dokumentationsorganisation fra 1957 til 1988 og i organisations hovedbestyrelse fra 1973 til 1980. Hun var medlem OECD's Committee on information and documentation, formand for Dansk Standardiseringsråds udvalg for biblioteks-, bog- og tidsskriftsvæsen fra 1959 til 1972 og i UNESCOs nationale bibliografiske komité 1956.

## Hæder
Ammundsen blev ridder af Dannebrog i 1967, og ridder af 1. grad af Dannebrog i 1977. Hun fik Danmarks Biblioteksforening hæderspris i 1971 og blev æresmedlem af Dansk Teknisk Litteraturselskab i 1981.